# Itzel Sandino
Itzel Citlalin Sandino Piña Soria (CDMX, México,13 de marzo de 1992) conocida como Itzel Sandino, es una periodista deportiva, presentadora de televisión y locutora comercial mexicana.

## Biografía
Estudió la licenciatura en Ciencias de la Comunicación en la Universidad Intercontinental así como una maestría en periodismo deportivo por parte de la Universidad CEU San Pablo, en Madrid. También cuenta con una especialización en conducción de TV y locución comercial. 
Itzel Sandino actualmente ejerce su profesión en diferentes plataformas digitales. Su primer logro profesional fue a los 19 años conduciendo un programa en Terra TV. Años más tarde se incorporó a las filas de Televisa Deportes Network siendo coconductora del programa Super Estadio de lunes a viernes. 
Durante su trayectoria en Televisa, participó en programas de Bandamax, Ritmoson, Tiin, entre otros.
Ha cubierto eventos deportivos importantes, como el mundial de Brasil 2014, el Súper Bowl 49 y 50, mundial de clubes en Japón en el 2016, Copa América, finales de Champions League, diversos partidos de la Liga de España, final de Eurocopa 2016 en Paris, entre otros.
Durante su tiempo en España, colaboró con Marca TV en programas como Fantasy la liga, Marca BUZZ y Lo Mejor de la Champions. También fue locutora y productora en diferentes emisiones de Radio Marca, con programas como Descubriendo América.

## Vida personal
La tercera de tres hermanos, siendo ella la menor y única mujer. Desde pequeña mostró su interés y su amor por el deporte, tanto que en la universidad fue seleccionada en el equipo representativo.  
En octubre del 2015, estuvo involucrada en un escándalo. Diferentes medios de comunicación y las redes sociales la señalaban por haber dado una cachetada a un hombre en la calle. 
Un mes más tarde, la presentadora emitió un comunicando contando lo sucedido ya que consideraba necesario aclarar el tema. Meses más tarde, Televisa decidió no renovarle el contrato por lo sucedido.